# 紐卡斯爾鎮區 (印地安納州富爾頓縣)
紐卡斯爾鎮區（英語：Newcastle Township）是位於美國印地安納州富爾頓縣的一個行政鎮區。

## 地方資料
根據2010年美國人口普查的數據，紐卡斯爾鎮區的面積為86.20平方千米，當中陸地面積為86.00平方千米，而水域面積為0.20平方千米。當地共有人口1398人，而人口密度為每平方千米16.22人。